# 林斐章
林斐章（1760年—1838年），字曼生（牌位作煥文），金門後浦人，祖籍福建永春，其先祖約在清康熙年間遷至金門，經商有成。為人樂善好施，道光十六年（1836年）例貢生，同年並捐資興建奎閣，以期金門能重現明朝文風鼎盛之盛況，此一義行後為同安縣金門分縣丞汪均讚賞，為之立「振起斯文」匾。

## 後人
林斐章之孫林可遠遵守其遺訓，亦有善行，如捐錢修大溝義塚、贊助育嬰堂經費，咸豐年間亦招募兵勇協助官兵防守金門，同治十年（1871年）時捐六品同知銜。林可遠之義行為當時加按察使銜福建分巡興泉永等處海防兵備道讚賞，為其立「利周鄉黨」匾。